# Jacob Sturm
Jakob Sturm (1771-1848) fue un reputado entomólogo, botánico, e ilustrador naturalista alemán, nació en Núremberg, Alemania, único hijo del grabador Johann Georg Sturm. Recibió solamente una enseñanza convencional modesta antes de su aprendizaje bajo su padre, que le entrenó en el arte del dibujo y del grabado.
Jakob W. Sturm publica en 1796 el catálogo de insectos Verzeichniss meiner Insecten-Sammlung en Nürenberg: Gedruckt auf Kosten des Verfassers. Este catálogo por gentileza del Smithsonian Institution hoy se puede ver digitalizado en: Verzeichniss meiner Insecten-Sammlung.
Sturm conoció el mundo científico a los dieciséis años, cuando su padre enfermo lo envió para entregar un grabado de sobre plata de los insectos para un trabajo de Pallas (1741-1811). El botánico Johann Christian Daniel Schreber (1739-1810), supervisaba la publicación, rechazó la placa del padre y envió a Jakob al médico y al entomólogo Georg W.F. Panzer (1755-1829), viviendo en Núremberg, para ver los insectos y hacer el grabado. Su placa tuvo éxito donde su padre había fallado, y el curso de su vida fue así trazado. Schreber y Panzer siguieron siendo por siempre amigos de Sturm, para quienes hizo de su trabajo uno de los más famosos y a través de quienes él satisfizo, trabajando para muchos otros científicos naturales prominentes de Alemania, incluyendo a Esper, Hoffmann, Hoppe, Nees von Essenbeck, y Sternberg.
Entre 1791 y 1792 publicó un sistema de cien grabados coloreados a mano sobre láminas de insectos llamados "Insekten-Cabinet nach der Natur gezeichnet und gestochen" [gabinete de insectos, dibujos y grabados de la naturaleza]. Los grabados medían solamente 9 × 12 cm, impresos en blanco y negro y después coloreados individualmente a mano. Este trabajo, impreso de alto costo de Sturm, sin duda es una edición extremadamente limitada, es muy escaso y solamente una biblioteca de EE. UU. (la academia de Ciencias Naturales de Philadelphia) la posee.
Publicado sin texto, estas ilustraciones inspiraron a Panzer que emprendiera un trabajo similar pero más grande. Comenzado en 1792 y durante los próximos veinte años, la Faunae Insectorum Germanicae Initia (Elementos de la fauna alemana de insectos) Núremberg, [1792-1793-1813, en 109 porciones las fechas pueden variar entre las fuentes bibliográficas consultadas y pt.110 [1823] por C. Geyer) contiene las descripciones textuales cortas e individuales de Sturm, grabados a mano-coloreados de Panzer de más de 2600 insectos. El trabajo fue continuado a través de la parte 190 (1829-1844) por G.A.W. Herrich-Schaeffer. Las bibliotecas Smithsonian Institution llevan a cabo una copia de la secuencia de Panzer/Sturm (PTS 1-109) en dieciocho volúmenes, cada uno mide 11 × 15 cm.
Sturm en 1796 publica el catálogo de su propia colección de insectos, reproducido aquí. También es absolutamente pequeña, solamente 14 cm de alto. Como resultado de su trabajo y su red de contactos con los entomólogos y otros científicos, su colección creció tan rápidamente que él publicó una segunda edición agrandada solamente cuatro años tarde, en 1800, un tercero en 1826 y un cuarto en 1843. Así se convirtió en una de las colecciones privadas más grandes y más valiosas de Europa, consultada por los entomólogos a través del mundo científico.
Aunque su fascinación particular eran los escarabajos (orden de coleópteros), Sturm tenía vastos intereses en historia natural, como la botánica; y fue un miembro fundador de Naturhistorische Gesellschaft zu Nürnberg en 1801.
Por las medidas de muchas de sus publicaciones, la mayor parte de los grabados de Sturm eran muy pequeños. Tal vez quería que sus trabajos fueran accesibles y baratos, pues de páginas hermosas pero de gran tamaño y de precios tan altos solamente para el rico. Wilfred Blunt y William T. Stearn (1911-2001) en El arte de ilustración botánica, 1994, pp. 258-60) dicen:

los grabados de la flora alemana existieron desde mucho tiempo; pues Sturm en 1796, dibujó algunos de ellos y fueron coloreados individualmente; algunos están rotos en la parte superior; algunos solo son encontrados en formato grande y las publicaciones espléndidas que sorprenden a menudo al amante de la botánica no consiguen una ocasión de ser considerados en un curso de su vida. Sturm eligió deliberadamente este formato minucioso para hacer un conocimiento de la flora alemana disponible en los cuadros y los más barato posible. A pesar de su pequeñez, llevan una cantidad sorprendente de detalles.

De los años 1790 hasta su muerte en 1848, Sturm produjo los grabados para una amplia gama de publicaciones de la historia natural en Alemania.

## Algunas publicaciones
- Deutschlands Flora in Abbildungen nach der Natur mit Beschreibungen [Flora de Alemania en ilustraciones de la naturaleza, y descripciones] (Núremberg, [1796-]1798-1848[-1862]), contiene 2.472 grabados en 160 partes, cada una mide solo 13-15 cm de altura, con descripciones textuales de eminentes botánicos como Schreber, Hoppe, Reichenbach, y Koch. Luego del deceso de Sturm, la obra fue continuada por su hijo Johann Wilhelm Sturm.

- Deutschlands Fauna in Abbildungen nach der Natur, mit Beschreibungen [Fauna de Alemania en ilustraciones de la naturaleza, y descripciones]. Núremberg, 1797-1857), para quienes él y sus hijos producen más de 500 grabados (nuevamente de solo 13 cm de altura) de abejas, aves, anfibio, y otros animales en las treinta y cinco partes que aparecieron antes de su deceso.

- Abbildungen zu Karl Illigers Uebersetzung von Oliviers Entomologie [Ilustraciones para la traducción de Karl Illiger de "Entomologie" de Olivier]. Núremberg, 1802-1803). Abejas solo, noventa y cinco planchas.

### Grabados de ilustraciones
- Schreber's Beschreibung der Gräser nebst ihren Abbildungen nach der Natur [Descripción de pastos con ilustraciones dibujadas de la naturaleze]. Leipzig, [1766-]1769-1772[-1779], new ed. 1810

- Panzer's Deutschlands Insectenfaune [Fauna Alemana de Insectos]. Núremberg, 1795; y Kritische Revision der Insectenfaune Deutschlands... [Crítica revisión de la fauna de insectos alemanes]. Nuremberg, 1805-1806

- Albrecht Wilhelm Roth's Catalecta Botanica quibus Plantae Novae et Minus Cognitae Describuntur atque Illustrantur [Recuento Botánico en donde plantas nuevas y menos conocidas se describen e ilustran]. 3 vols. Leipzig, 1797-1806

- Kaspar Maria Graf von Sternberg's Versuch einer geognostisch-botanischen Darstellung der Flora der Vorwelt [Un acercamiento a la geognóstica-botánica presentación de la flora en el hemisferio con primavera]. Leipzig, Praga, & Ratisbona, [1820-]1825-1838)

- Revisio Saxifragarum Iconibus Illustrata [Revisión de Saxifragas, ilustradas por imágenes]. 3 vols. v.1-2: Regensberg, 1810-1822; v.3: Leipzig, 1831

- Christian Gottfried Daniel Nees von Essenbeck's System der Pilze und Schwämme [Sistema de hongos y setas]. Wurzberg, 1816

- Bryologia Germanica, oder Beschreibung der in Deutschland und in der Schweiz wachsenden Laubmoose [Musgos Alemanes, o Descripciones de musgos deciduos que crecen en Alemania y en Suiza]. Núremberg, 1823-1831

- David Heinrich Hoppe's Caricologia Germanica, oder Beschreybungen und Abbildungen aller in Deutschland wildwachsenden Seggen [Pastos alemanes, o Descripciones e ilustraciones de pastos silvestres en Alemania]. Núremberg, 1835

Durante sus últimos años, sus hijos, Johann Heinrich Christian Friedrich Sturm (1805-1862) y Johann Wilhelm Sturm (1808-1865), lo asistieron en su trabajo.
Murió en su hogar en Núremberg en 1848, en la edad de setenta y siete.

## Honores
En su propia ciudad de Núremberg, los Sturm no fueron homenajeados en el curso de su vida. Por otra parte, sin embargo, lo reconocieron y fueron honrados por su trabajo, pues sus colegas denominaron nuevas especies y géneros de insectos en su honor, como también especies vegetales.
Lo hicieron miembro honorario de muchas sociedades científicas prestigiosas a través de Alemania, de Rusia, y de Suecia, así como de la Academia de Ciencias Naturales de Filadelfia y la Sociedad filosófica de la Unión General de la Universidad de Dickinson, Carlisle, Pensilvania (en la época que Spencer F. Baird fue secretario del Smithsonian Institution, en las décadas de 1830 a mediados de 1840. En 1846 la Universidad de Breslau le concedió un doctorado Honoris Causa en Filosofía.

### Epónimos
Géneros
- (Orchidaceae) Sturmia Rchb.[1]
- (Poaceae) Sturmia Hoppe[2]
- (Rubiaceae) Sturmia C.F.Gaertn.[3]

## Obra
- Jakob Sturm. 1796. Verzeichniss meiner Insecten-Sammlung. PDF 19.374 Kb (enlace roto disponible en Internet Archive; véase el historial, la primera versión y la última).. Nürnberg: Gedruckt auf Kosten des Verfassers. 64 pp. IV hojas de planchas: 3 col. ill. 14 cm (8.º)

- La abreviatura «Sturm» se emplea para indicar a Jacob Sturm como autoridad en la descripción y clasificación científica de los vegetales.[4]